# Brian Mullan
Brian Mullan (Mineola, 23 aprile 1978) è un ex calciatore statunitense, di ruolo centrocampista.

## Palmarès

### Club

#### Competizioni nazionali
- U.S. Open Cup: 1

Los Angeles Galaxy: 2001
- MLS Supporters' Shield: 2

Los Angeles Galaxy: 2002
San Jose Earthquakes: 2005
- Campionato MLS: 5

Los Angeles Galaxy: 2002
San Jose Earthquakes: 2003
Houston Dynamo: 2006, 2007
Colorado Rapids: 2010